# خدمات ما قبل التشييد
خدمات ماقبل التشييد المقصود بها جميع المهام التي تسبق عملية التشييد في علم إدارة مشروعات التشييد ، متمثلة في : أعمال التخطيط - أعمال التنسيق بين الأقسام - أعمال التقدير المالي .
في عقود تصميم-طرح-تنفيذ يتم التصميم الهندسي ثم اعداد مستندات المناقصة أولا قبل التنفيذ ، لذا ستكون مخرجات هذه العملية هي الرسومات الهندسية والمواصفات وقوائم الكميات ، ثم يقوم مالك المشروع بطرح المناقصة أو المنافسة بين الشركات المتخصصة لتنفيذ مشروعه